# 광진실업
광진실업(Kwang Jin Industry Co., Ltd.)은 대한민국의 봉강 철강재 기업이다. 본사는 부산광역시 기장군 장안읍 오리산단로 106에 위치해 있으며 대표이사는 허유석이다. 회사의 주요 매출은 봉강 부문에서 발생한다.

## 역사
2023년 10월 광진실업이 부산 기장군으로 본사와 공장을 이전하였다
광진실업은 지난 해 영업 손실을 보고, 매출이 546억 7,907만 원으로 9.2% 줄었으며 70억 4,384만 원의 손실이 발생했다

## 상장
1996년 코스닥에 상장하였다.

## 참고문헌
1. ↑  이호수, 한국IR협의회 기술분석보고서 광진실업, 2023년 6월 29일
2. ↑  광진실업, 부산 기장 본사·공장 이전으로 '새시대' 연다, 2024년 4월 23일
3. ↑  광진실업, 23년 영업적자 발생